# Gerd Gruber (Mediziner)
Gerd Hans-Jürgen Gruber (* 20. Februar 1960 in Erbach/Odenwald) ist ein deutscher Orthopäde und Unfallchirurg.

## Werdegang
Gruber studierte von 1978 bis 1979 Medizin an der Université de Lille II. Anschließend führte er sein Studium an der Justus-Liebig-Universität in Gießen fort. Er schloss das Studium mit medizinischem Staatsexamen 1985 ab, im Juni 1989 folgte die Promotion zum Dr. med.
1985 begann Gruber seine Weiterbildung als Assistenzarzt  an der Chirurgischen Klinik Kreiskrankenhaus in Erbach/Odw., welche er ab 1988 an der Orthopädischen Universitätsklinik in Gießen fortsetzte und 1992 mit der Anerkennung als Facharzt für Orthopädie abschloss. Es folgte die Ernennung zum Oberarzt. Im Jahre 1999 erfolgte die Habilitation und Verleihung der Venia legendi im Fach Orthopädie durch die Universität Gießen.
Im selben Jahr wechselte Gruber an die ATOS-Klinik in Heidelberg, in welcher er als Verantwortlicher für die Abteilung „Endoprothetik des Hüft- und Kniegelenkes“ mit Orthopädischer Praxis fungierte. Nach seiner Umhabilitation an die Ruprecht-Karls-Universität Heidelberg im Jahr 2008 kam er seiner Lehrverpflichtung an der Medizinischen Fakultät Mannheim weiter nach. 2010 erfolgte die Ernennung zum außerplanmäßigen Professor durch die Ruprecht-Karls-Universität Heidelberg, Medizinische Fakultät Mannheim. 
2015 gründete Gruber an der  Klinik Ethianum in Heidelberg die Abteilung für „Endoprothetik des Hüft- und Kniegelenkes“  mit Orthopädischer Praxis
Seit 2019 ist Gruber Chefarzt der Orthopädischen Abteilung der Klinik Hohenfreudenstadt in Freudenstadt, Schwarzwald und seit 2023 Ärztlicher Direktor der Klinik Hohenfreudenstadt. 
Gruber ist verheiratet und Vater von zwei Kindern. 

### Qualifikationen
- 1989 Zusatzbezeichnung Sportmedizin
- 1991 Zusatzbezeichnung Chirotherapie
- 1992 Facharzt für Orthopädie
- 1997 Zusatzbezeichnung Physikalische Therapie
- 1997 Spezielle Orthopädische Chirurgie
- 2009 Zusatzbezeichnung Akupunktur
- 2010 Facharzt für Orthopädie und Unfallchirurgie

### Leistungen

#### Endoprothetik
Gruber widmet sich vor allem der Endoprothetik. 1992 führte er als Initialzündung für die Kurzschaft-Hüftgelenkendoprothesen, die sogenannte Schweizer Druckscheiben-Prothese in Deutschland ein. Dieses von Huggler und Jacob in der Klinik Balgrist in Zürich entwickelte Implantat, eine Sonderform der Hüftendoprothese, war der weltweite Vorreiter für die knochensparende Hüftgelenkendoprothetik. Heute gilt die Versorgung mit einer Kurzschaftprothese als 'Goldstandard' für besonders junge Patienten, die mit einer Hüftprothese versorgt werden müssen. Im Rahmen seiner Habilitation forschte Gruber über das knöchernen Einwachsverhalten von Titan-Hohlschaft-Implantaten. Bis heute sind die wissenschaftlichen Ergebnisse dieser Untersuchung gültig und dienen als Grundlage für Endoprothetik mit 'zementfreier' Verankerung.

#### Sonographie
Gruber ist Experte im Bereich der Sonographie der Bewegungsorgane sowie der Ultraschalldiagnostik der Säuglingshüfte. Er gilt  als  Vertreter für die strahlungsfreie bildgebende Diagnostik in der Medizin. Heute ist er einer von 50 DEGUM-Stufe-III-Ausbildern in Deutschland und war von 2000 bis 2015 als Vorsitzender der Ultraschallkommission der kassenärztlichen Vereinigung Baden-Württemberg tätig. Außerdem hatte er von 1996 bis 2000 den Vorsitz des Arbeitskreises Bewegungsorgane der DEGUM inne. 
Seit 1988 leitet Gruber jährlich mehrere nationale und internationale Kurse für die Diagnostik per Ultraschall (bis heute 360 Kurse) für Ärzte. Sein Buch  „Ultraschalldiagnostik der Bewegungsorgane“ bezeichnet er als Standardwerk für die Sonographie in der Orthopädie, Unfallchirurgie und Rheumatologie.
Unter anderem wurde von Gruber in Zusammenarbeit mit Werner Konermann die sonografische Darstellung der Facettengelenke der Wirbelsäule (Articulationes zygapophysiales – lat.+ altgr.+lat.) sowie des Iliosakralgelenkes entwickelt. Hierdurch wird  die strahlungsfreie Infiltration und Thermokoagulations-Denervierung vorgenannter Wirbelgelenke ermöglicht.

## Mitgliedschaften in wissenschaftlichen Gesellschaften
- Deutsche Gesellschaft für Orthopädie und Unfallchirurgie (DGOU)
- Vereinigung Süddeutscher Orthopäden und Unfallchirurgen (VSOU)
- Deutsche Gesellschaft für Ultraschall in der Medizin (DEGUM)
- Berufsverband der Ärzte für Orthopädie und Unfallchirurgie (BVOU)

## Medizinische Schwerpunkte
Gruber ist Spezialist für Hüftgelenkrekonstruktion, Endoprothetik und den Wechsel von Knie- und Hüftgelenkendoprothesen und zählt zu den Experten für die Sonographie der Bewegungsorgane sowie für die konservative Behandlung der Wirbelsäule.

## Publikationen (Auswahl)

### Bücher
- G. Gruber, W. Konermann: Sonographie der Stütz- und Bewegungsorgane. Chapmann & Hall, London, Glasgow, Weinheim, New York, Melbourne, Madras. 1997[6]
- C.E. Bachmann, G. Gruber, W. Konermann, A. Arnold, G.M. Gruber, F. Überle: ESWT und Sonographie der Stütz- und Bewegungsorgane. Steinkopff-Verlag, Darmstadt 1999[7]
- W. Konermann, G. Gruber, C. Tschauner: Die Hüftreifungsstörung – Diagnose und Therapie. Steinkopff-Verlag, Darmstadt 1999[8]
- C.E. Bachmann, G. Gruber, W. Konermann, A. Arnold, G.M. Gruber, F. Überle: ESWT and Ultrasound Imaging of the Musculoskeletal System. Steinkopff-Verlag, Darmstadt 2001[9]
- W. Konermann, G. Gruber: Ultraschalldiagnostik der Bewegungsorgane. 3. Auflage. Thieme Verlag, Stuttgart, New York 2012[10]
- G. Gruber, C. Schamberger, W. Konermann: Sonografie in Orthopädie, Unfallchirurgie und Rheumatologie. Springer Verlag, Berlin 2018[10]